# In statu nascendi (prawo)
In statu nascendi – łaciński zwrot, który oznacza dosłownie „w trakcie powstawania”, „w trakcie rodzenia się”, którego znaczenie zmienia się zależnie od użytego kontekstu.
W prawie sformułowanie używane jest w odniesieniu do różnych podmiotów, np. państwa, osób prawnych. Podmiot in statu nascendi znajduje się w trakcie procesu powstawania i nie jest jeszcze formalnie uznany lub zarejestrowany. W przypadku państwa termin ten oznacza kraj, który de facto posiada już suwerenność, lecz proces budowy struktur administracyjnych nie został jeszcze zakończony, a podmiot nie jest jeszcze uznawany za państwo przez społeczność międzynarodową. Pod koniec maja 2006 statusem takim określać można było np. Czarnogórę.